# Zók
Zók – wieś i gmina w południowej części Węgier.
Administracyjnie Zók należy do powiatu Szentlőrinc, wchodzącego w skład komitatu Baranya i jest jedną z 20 gmin tego powiatu.